# Pastime Paradise
Pastime Paradise est une chanson de l'auteur-compositeur-interprète Stevie Wonder, issue de son album Songs in the Key of Life paru en 1976.
La chanson (musique et refrain) constitue la base du titre Gangsta's Paradise du rappeur Coolio sorti en 1995. Le succès de ce dernier permet à Pastime Paradise d'être l'une des chansons les plus populaires de Wonder, alors qu'elle n'est pas sortie en single.
Pastime Paradise est l'une des premières chansons composée à l'aide du synthétiseur Yamaha GX-1 (en). 

## Composition
Le riff principal repose sur le Prélude Nº 2 en Ut Mineur de Jean-Sébastien Bach,. Wonder s'inspire également du titre Eleanor Rigby des Beatles, souhaitant y intégrer 'un rythme plus latin' et des références au style de Earth, Wind and Fire avec une batterie, instrument qu'il finira par écarter.  
La chanson est enregistrée au Crystal Sound de Los Angeles, ainsi qu'au Record Plant de Sausalito en Californie. Un voyage en Jamaïque fut également organisé pour enregistrer des chœurs, mais ceux-ci n'ont finalement pas été retenus. 
La chanson se termine par des chants de chorale, notamment une reprise de We Shall Overcome interprétée par une chorale gospel de l'Église de Dieu en Christ de West Angeles. Des sons de cloches et des chœurs sont aussi enregistrés par un groupe Hare Krishna d'une centaine de membres, recruté sur Hollywood Boulevard par Gary Olazabal, ingénieur son au Record Plant. D'après Wonder, ces chants étaient destinés à rendre le morceau plus universel. 

### Paroles
Pastime Paradise fait figure d'exception dans la discographie de Stevie Wonder, ses chansons étant souvent associées au sentiment de joie. Wonder construit ici une atmosphère d'anxiété, appuyée par des paroles profondément négatives. Les thèmes de race et de religion sont abordés avec les expressions 'Race Relations' et 'Exploitation', cités sans développement. L'emploi de ces termes en 1976, au moment où le mouvement Black Power est en déclin, n'est pas anodin. L'auditeur sait exactement à quoi Wonder fait référence, sans nécessiter d'explications. En revanche, la dernière phrase de Wonder délivre une morale globale (Let's start living our lives, living for the future paradise) : au lieu de ressasser un passé négatif, il est préférable d'espérer un futur plus agréable en profitant de chaque instant.

### Personnel
- Stevie Wonder : clavier et autres instruments[5]
- Ray Maldonado, Bobbye Hall (en) : percussions[5] (cloches, congas[3], cymbales[4])
- Groupe d'adeptes d'Hare Krishna de Los Angeles : cloches et chœurs[3]
- Une chorale gospel de l'Église de Dieu en Christ de West Angeles[6] : chœurs
- Gary Olazabal, John Fischbach : ingénieurs son[4]
- Dave Henson : ingénieur assistant[4].

### Matériel
Il s'agit d'une des premières chansons à utiliser le synthétiseur analogique polyphonique Yamaha GX-1 (en). Rare et très onéreux pour l'époque (environ 60.000 dollars), il en existe seulement quelques exemplaires dont les premiers acquéreurs furent Keith Emerson d'Ermerson, Lake and Palmer, John Paul Jones de Led Zeppelin et Stevie Wonder, ce dernier la surnommant 'The Dream Machine'. L'utilisant pour toutes les compositions de son album Songs in the Key of Life, le Yamaha lui permet de manipuler les sons de façon inédite, simulant entièrement des sections d'instruments à cordes. 

## Versions
Sortie en 1976 sur l'album Songs in the Key of Life, la chanson n'est pas diffusée en single aux Etats-Unis bien qu'il existe des productions non officielle ou étrangère (Motown TMGLTD05, Tamla 1758).
En 1995, le titre apparait dans une version live sur l'album Natural Wonder, enregistré à Osaka au Japon et à Tel Aviv en Israël.

## Reprises

### Adaptation de Coolio
En 1995, le rappeur américain Coolio reprend la mélodie et le refrain de Pastime Paradise dans son titre Gangsta's Paradise présent dans la bande originale du film Esprits Rebelles.
Initialement, Coolio ne connaissait pas la chanson de Wonder bien que sa mère possédait l'album original. C'est Doug Rasheed, futur producteur de la chanson de Coolio, qui en écoutant l'album de Wonder (l'un de ses albums préférés), proposa de le sampler à Paul Stewart (en), le manager de Coolio.
La première version de Coolio n'obtint pas l'approbation de Wonder, celle-ci contenant des termes grossiers déplaisant à l'auteur original,. Mais Coolio en ayant épuré les paroles, Wonder finit par marquer son accord, allant même jusqu'à le rejoindre sur la scène des Billboard Music Awards le 6 décembre 1995.

### Autres reprises
Informations issues de SecondHandSongs, sauf mention complémentaire.
La chanson de Stevie Wonder compte une trentaine de reprises dont notamment :
- Les Grammack's, en single[17] (1978),
- Ray Barretto, sur La Cuna (1980),
- Billy Mackenzie, sur Outernational (1992),
- Najee, sur Songs from the Key of Life (1995),
- Trijntje Oosterhuis sur For Once in My Life (1999),
- Rainer Ptacek (en) sur Alpaca Lips (2000),
- Youngblood Brass Band, sur Unlearn (2000),
- Patti Smith, sur Twelve (2007),
- Jen Chapin (en), sur Revisions - Songs of Stevie Wonder (2009),
- Sunlightsquare (en) sur Urban Latin Soul[18] (2009),
- Chick Corea, sur Portraits (2014) et sur Plays[19] (2020).

À la suite du succès international de Gangsta's Paradise, celle-ci fera également l'objet de nombreuses reprises et parodies telles que Amish Paradise (en) de Weird Al Yankovic (1996) ou Paratiisihumppasur de Eläkeläiset (1999).

### Adaptations en langue étrangère
| Année | Langue   | Titre            | Adaptation     | Interprète(s)  |
| ----- | -------- | ---------------- | -------------- | -------------- |
| 1977  | Français | Le Futur Paradis | Nicoletta      | Nicoletta      |
| 2013  | Français | Futiles Paradis  | Pascal Rinaldi | Pascal Rinaldi |

### Échantillonnage
Informations issues de WhoSampled, sauf mention complémentaire.
- IAM, dans Tam-tam de l'Afrique sur ... De la planète Mars (1991),
- Coolio ft L.V., dans Gangsta's Paradise sur Gangsta's Paradise (1995),
- Erykah Badu, dans Drama sur Baduizm (1997),
- Mary J. Blige, dans Time sur Mary (1999),
- Blue, dans Curtain Falls (en) (2004),
- Scarface, dans Crack sur Made (2007),
- Basta (Noggano), dans Russian Paradise (2014)[14],
- Christophe Maé, dans Il est où le Bonheur sur L'Attrape-rêves (2016).

## Utilisation dans les médias
- En 1995, dans Esprits rebelles de John N. Smith (extrait)[23],
- En 2019, dans La Vie scolaire de Grand Corps Malade et Mehdi Idir[24].